# Hans Werner Moser
Hans Werner Moser (* 24. September 1965 in Kusel) ist ein deutscher Fußballtrainer und ehemaliger Fußballspieler.

## Karriere
Moser bestritt insgesamt 281 Spiele in der ersten Fußball-Bundesliga (9 Tore) und 13 Spiele (2 Tore) in der 2. Bundesliga. Er begann seine Fußballlaufbahn beim SV Rammelsbach, von wo er als 15-Jähriger 1980 zum 1. FC Kaiserslautern wechselte. Dort erhielt er 1984 einen Profivertrag. Von 1984 bis 1988 bestritt er 115 Bundesligaspiele (zwei Spiele als U19-Spieler in der Saison 1983/84) für den FCK, in denen er vier Tore schoss. 1987 nahm Moser mit der Bundeswehr-Nationalmannschaft an der Militär-Weltmeisterschaft in Italien teil und belegte den zweiten Rang. 1988 wechselte er zum Hamburger SV, wo er bis 1990 zu 47 Ligaspielen und zwei Toren kam. Für den HSV kam er auch in 4 UEFA-Cup Spielen zum Einsatz. Von 1990 bis 1995 wurde er in der Bundesliga und nach dem Abstieg 1994 in der 2. Liga 132-mal von der SG Wattenscheid 09 eingesetzt. Auch für Wattenscheid schoss er noch fünf Ligatore. In der Saison 1995/96 spielte er für den SC Verl in der Regionalliga.
Nach Ende seiner aktiven Spielerkarriere ist Hans Werner Moser als Trainer aktiv. In der Saison 1997/98 trainierte er den SV Sodingen. Danach folgten Trainerengagements 2000–2002 bei Westfalia Herne und danach bis April 2003 beim SV Darmstadt 98. Vom 29. September 2003 bis zum 14. August 2006 betreute er die zweite Mannschaft des 1. FC Kaiserslautern in der Regionalliga Süd. Von April 2005 bis Juni 2005 war er auch Interimstrainer der Bundesligamannschaft.
Später ging er zum SV Wehen Wiesbaden, wo er vom 1. Februar 2008 bis zum 30. Juni 2008 für das Scouting des Zweitligisten zuständig war. Ab 1. Juli 2008 bis zum Jahresende 2008 war er Trainer des SV Wehen Wiesbaden II und vom 1. Juli 2008 bis zum 30. Juni 2009 Co-Trainer des SVWW in der 2. Bundesliga. Am 1. Juli 2009 wurde er Cheftrainer des SVWW in der 3. Liga. Aufgrund des schwachen Abschneidens des SVWW in der 3. Liga wurde er jedoch kurz nach Rückrundenbeginn (22. Spieltag/26 Punkte) am 9. Februar 2010 beurlaubt. Ab dem 1. August 2012 war Hans Werner Moser als Scout für Eintracht Frankfurt in der Bundesliga zuständig.
Von Juli 2016 bis Ende Juni 2020 war er Chef-Trainer der zweiten Mannschaft des 1. FC Kaiserslautern in der Regionalliga Südwest. Am 26. Januar 2018 übernahm Moser interimsweise die Zweitligamannschaft anstelle des erkrankten Jeff Strasser und betreute das Team am 20. Spieltag bei der 1:3-Heimniederlage gegen Fortuna Düsseldorf, bevor am 1. Februar 2018 aufgrund des längeren Ausfalls von Strasser mit Michael Frontzeck ein neuer Cheftrainer vorgestellt wurde.